# Садр ад-дін аль-Кунаві
Садр ад-дін аль-Кунаві (перс. صدر الدین قونوی; нар. 1207–1274) — середньовічний перський філософ, і одним із найвпливовіших представників суфізму. Повне ім'я Абу аль-Маалі Садр ад-Дін Мухаммад ібн Ісхак аль-Кунаві.

## Життєпис
Мав перське походження. Син Маджд ад-Діна Ісхак ібн Мухаммада ібн Юнуса Кунаві. Народився 1207 (за іншими відомостями 1209) року, отримавши ім'я Мухаммад. У дитинстві був усиновлений Ібн Арабі (той став вітчимом Мухаммада), учнем якого він став. Разом з ним подорожував до Багдаду, потім до Коньї (столиці Румського султанату), 1223 року — до Дамаску. Оженився на доньці Ібн Арабі. Після смерті вчителя у 1240 року повертається до Коньї. Здобув значні знання з ісламських боголосв'я (Коран, тафсир, калам) і юриспруденції (фікг), глибоко вивчив перипатетичну філософію, був знайомий з працею Ібн Сіна і арабським перекладом «Метафізики» Арістотеля. Став прихильником шафійського мазгабу.
Тут мешкав решту життя (до самої смерті у 1274 році), де викладав в медресе, уславившись як знавець хадисів. Сюди прибували люди з далеких країн лише для того, щоб вчитися у нього. Відомими учнями були Фахр ад-дін Іракі, Ях'я ас-Сухраварді, Кутб ад-Дін аш-Ширазі. Тут дуже зблизився з мавланою Джалал ад-Діном Румі та брав участь у діяльності його філософського ґуртка. Активно листувався з вченим Насир ад-Діном ат-Тусі.

## Філософія
Свої принципи він виклав у 8 трактатах (ще 1 працею є збірка листувань). Їх найбільш стислий і суттєвий виклад представлено в ключовому творі «І'джаз аль-баян фі та'віл Умм аль-Кітаб», основна частина якого складається з містичного тлумачення «Сурат аль-Фатіх» — початкового розділу Корану. Також створив збірку хадисів та коментарів до них в «Шарху хадіс-і арбаін» (тут автор надає важливі роз'яснення «уяви» та інших понять).
Основною темою фіолософії є думка, що людське знання спирається на відношення між двома різними («ташкік»), незводимими «реальностями»: суб'єктом і об'єктом. Враховуючи цю різницю між суб'єктом і об'єктом та обмеженість людських здібностей, аль-Кунаві задає собі питання, чи може особисть коли-небудь знайти «реальність речей». Намагався продемонструвати, за яких умов людина може пізнати Бога, і цю мету він розділяв як з філософами, так і з містиками. У ширшому сенсі зміг поглибити трансформацію філософського розуму, розпочату його попередниками, завдяки простому, незаперечному факту: механічна логіка перипатетичної філософії не могла повністю подолати відмінність між суб'єктом і об'єктом
З іншого боку, приділяв уваги божественному самоодкровенню, яке він розглядав як розгортання «книги», написаної у формі сконструйованої мови. Божественне письмо («аль-кітаба аль-ула аль-ілахія») є ключовою рисою його доктрини. На думку аль-Кунаві, це реальність, яка лежить в основі всіх реальностей. Щоб розробити принципи його розкриття, він ретельно використав демонстративну логіку. Таким чином, він вивів із традиційної логіки містичний тип екзегетичної граматики зі своїм власним «масштабом» для теоретизації.

### Твори
- «І'джаз аль-баян фі та'віл Умм аль-Кітаб». Містична екзегетика вибраних віршів Корану. (Ключова праця аль-Кунаві).
- «Міфтах аль-гайб аль-джам і аль-вуджуд». Друга за важливістю праця, де коментуються та розкриваються найскладніші філософські тексти.
- «Кітаб аль-фукук» (також називається «Факк аль-Хутум»). Короткий коментар до «Фушуш аль-хікам» Ібн Арабі
- «Кітаб аль-Муфавадат». Обмін листами між аль-Кунаві Насир ад-Діном Тусі, що складається з «аль-Аджвіба», «аль-Асіла» та «аль-Муфсіха».
- «Кітаб аль-Навахат аль-ілаіях»
- «Кітаб ан-нушуш»
- «Шарх аль-асма’ аль-хусна». Коротке пояснення 29 імен Бога та їх вплив їх на людському рівні.
- «Шарх аль-арба'їн хабітхан». Незавершена робота над відомими 40 висловлюваннями пророка Мухаммеда. Аль-Кунаві встиг прокоментувати 29 хадисів.